# Marabout (jeu)
Pour les articles homonymes, voir Marabout.
Le marabout est un jeu d'esprit. Il s'agit, à partir d'une expression initiale, de construire une suite d'expressions ou une suite de mots dont les premières syllabes correspondent phonétiquement aux dernières de l'expression précédente.

## Présentation
Cette technique se nomme la concaténation. Elle est proche de l'anadiplose, figure de style qui consiste à reprendre le dernier mot d'une proposition au début de la proposition qui suit : « L'absence, c'est Dieu. Dieu, c'est la solitude des hommes. » (Jean-Paul Sartre, Le Diable et le Bon Dieu, acte 2).
Son équivalent japonais est le shiritori.

## Exemples
La chanson intitulée Trois p'tits chats illustre ce jeu d'esprit.
Autre exemple :
- J'en ai marre
- mare à boue (Marabout)
- bout d'ficelle
- selle de cheval
- cheval de course
- course à pied
- pied-à-terre
- terre de feu
- feu-follet
- lait de vache
- vache de ferme
- ferme ta boîte
- boîte à clou
- clou de girofle